# Carol Lewis
Carol LeGrant Lewis (Birmingham, 8 agosto 1963) è un'ex lunghista statunitense.
È sorella di Carl Lewis, vincitore di nove medaglie d'oro olimpiche.

## Palmarès
| Anno | Manifestazione  | Sede         | Evento         | Risultato | Prestazione | Note |
| ---- | --------------- | ------------ | -------------- | --------- | ----------- | ---- |
| 1983 | Mondiali        | Helsinki     | Salto in lungo | Bronzo    | 7,04 m      |      |
| 1984 | Giochi olimpici | Los Angeles  | Salto in lungo | 9ª        | 6,43 m      |      |
| 1987 | Mondiali indoor | Indianapolis | Salto in lungo | 9ª        | 6,23 m      |      |
| 1988 | Giochi olimpici | Seul         | Salto in lungo | 13ª (q)   | 6,47 m      |      |
| 1991 | Mondiali indoor | Siviglia     | Salto in lungo | 8ª        | 6,55 m      |      |

## Altre competizioni internazionali
1985
- Bronzo alla Grand Prix Final ( Roma), salto in lungo - 6,73 m
- Bronzo in Coppa del mondo ( Canberra), salto in lungo - 6,88 m